# Незалежний науковець

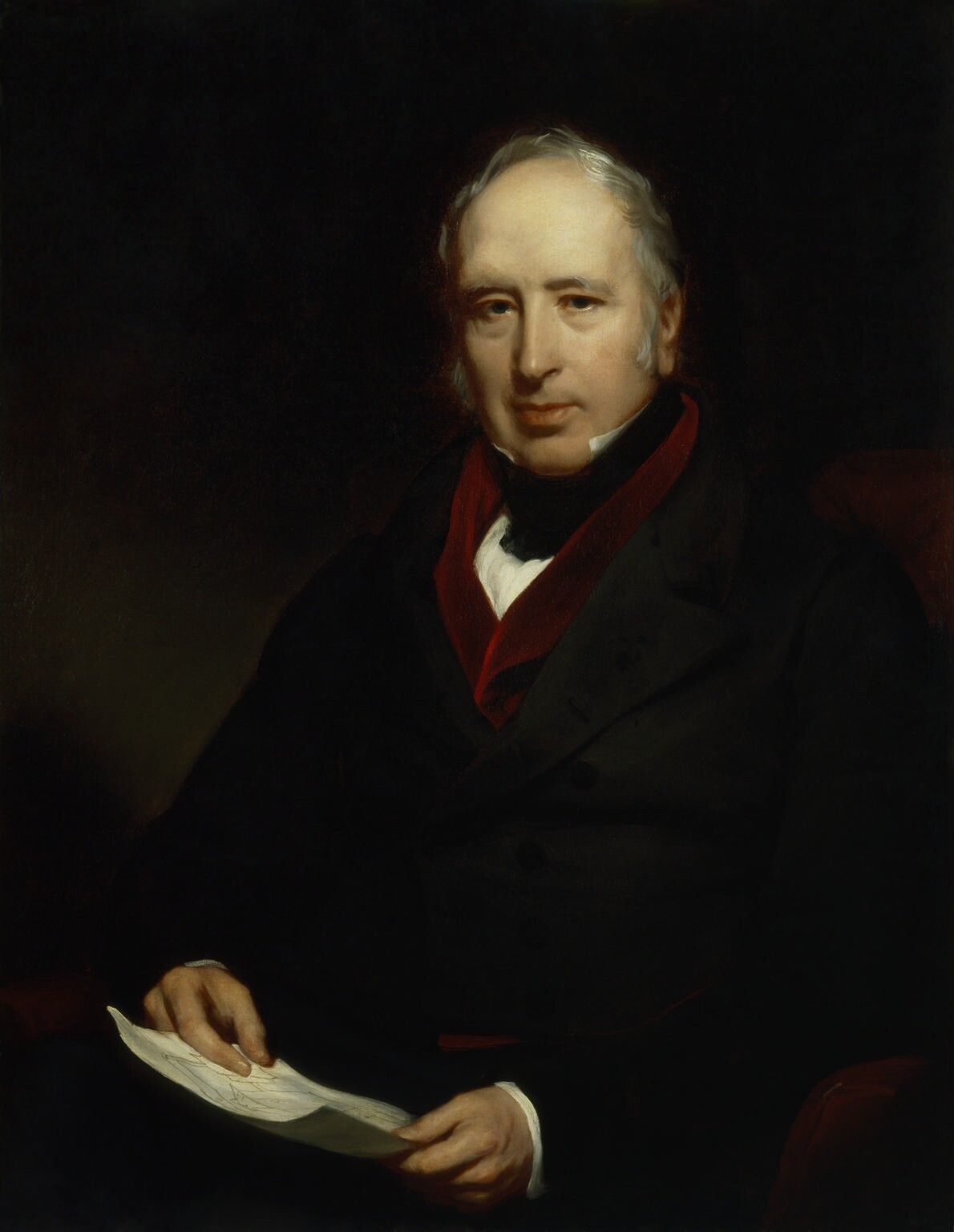
Сер Джордж Кейлі, 6-ий баронет, відкрив фундаментальні принципи аеронавтики.

Незалежний науковець (сучасний, більш гендерно нейтральний термін, історично відомий як джентльмен науки) — фінансово незалежний науковець, який займається науковими дослідженнями без прямої приналежності до публічних інституцій, таких як університетські чи урядові науково-дослідні та дослідно-конструкторські установи. Вираз «джентльмен науки» виник у постренесансній Європі, але вже у XX столітті його вживання порідшало разом із зростанням урядового та приватного фінансування.
Більшість незалежних науковців у певний момент своєї кар'єри приєднувалися до якоїсь академічної інституції, скажімо, Чарльз Дарвін став членом Лондонського геологічного товариства.

## Історія
Самофінансування наукових досліджень широко практикувалося починаючи від епохи Відродження і закінчуючи кінцем XIX століття — в тому числі у Вікторіанську епоху, особливо в Англії, — аж доки не стали доступними широкомасштабні фінансування — як урядові, так і корпоративні. Багато незалежних науковців було і серед перших учасників Лондонського королівського товариства.

## Переваги і недоліки
Найімовірніший недолік самофінансування — це те, що власні кошти можуть бути обмеженими; хоча є і перевага, а саме — відсутність багатьох незручностей, таких як навчальні зобов'язання, адміністративні обов'язки та потреба надсилати запити на гранти до організацій, які займаються фінансовою підтримкою наукової діяльності. Це також дає науковцеві змогу краще контролювати напрямок своїх досліджень, оскільки наукові інвестиції у формі грантів — спрямовуються інвесторами на досягнення певних цілей, які можуть не збігатися із цілями науковця. Проте рецензування результатів таких досліджень буває дещо однобічним. Крім того — право інтелектуальної власності на відкриття — належить відкривачеві, а не інвестору. Багато хто вважає, що сучасна система грантів сильно пригнічує науковий прогрес, оскільки для отримання фінансування вчені повинні заздалегідь вказувати передбачувані результати. А передбачити відкриття можна далеко не завжди.
Сучасна наука вимагає від вчених високої компетентності, і може потребувати доступу до наукового обладнання. Однак незалежний науковець цілком може мати в своєму минулому кар'єру фінансованого науковця, може співпрацювати із фінансово підтримуваними колегами, може отримувати обмежені гранти (виключно на обладнання), або обирати такі напрямки досліджень, у яких найдорожчим необхідним ресурсом є час дослідника. Якщо дослідження виявляються успішними, незалежний науковець має змогу опублікувати їх результати у тих же рецензованих журналах, у яких друкуються і фінансовані науковці.
Коли система грантів їх не підтримує фінансово — вчені, якщо бажають — мають змогу працювати над незвичайними проектами, навіть із високою імовірністю провалу. Науковцеві може бути приписаний статус «незалежного науковця», якщо він працює над подібними проектами, скажімо, під час перерви між двома академічними посадами.

## Сучасні незалежні науковці
До сучасних незалежних науковців, які самостійно фінансують власні наукові дослідження — належать такі вчені як Стівен Вольфрам, для якого джерелом фінансування є продаж програми Mathematica, також — Джуліан Барбор, Обрі де Ґрей, Барінгтон Мур, Роберт Едгар, Сьюзен Блекмор та Джеймс Лавлок.
Пітер Річ якось сказав про Пітера Мітчелла: «Я думаю, йому було б важко знайти джерело фінансування на той час, оскільки його ідеї були досить радикальними.» Мітчелл продовжував дослідження, і в результаті отримав Нобелівську премію з хімії у 1978 році. Хімік Луїс Лелуар самостійно фінансував інститут, який він очолював — Інститут біохімічних досліджень у Буенос-Айресі, Аргентина. Він став Нобелівським лауреатом в галузі хімії у 1970 році.

## Відомі незалежні науковці
- Антуан Лавуазьє
- Ада Лавлейс
- Бенджамін Франклін
- Чарлз Дарвін
- Девід Ріттенхауз
- Генрі Кавендіш
- Генрі Фокс Талбот
- Джордж Фредерік Кунц
- Ґолдсуорсі Ґарні
- Джеймс Лавлок
- Роберт Бойль
- Крістофер Дейт